# ماركو سيمونوفيتش
ماركو سيمونوفيتش (بالصربية: Марко Симоновић) مواليد 30 مايو 1986 في بريشتينا، جمهورية صربيا الاشتراكية، هو لاعب كرة سلة صربي. بدأ مسيرته الاحترافية في سنة 2003. يحمل الرقم 19. مثّل منتخب بلاده. شارك في دورة الألعاب الأولمبية الصيفية سنة 2016. حقق المركز الأول في الألعاب الجامعية الصيفية 2009.

## المسيرة الاحترافية
لعب مع نادي أوستند لكرة السلة في سنة 2006، ثم لعب مع نادي بودوشنوست لكرة السلة من سنة 2008 إلى 2011، ثم لعب مع ألبا برلين في الدوري الألماني في موسم 2011–2012، ثم لعب مع نادي ريد ستار لكرة السلة من سنة 2012 إلى 2014.

## سجل المنافسة
شارك في المنافسات التالية:
- كأس العالم لكرة السلة 2014
- الألعاب الأولمبية الصيفية 2016

## الميداليات
| الميدالية | المسابقة                         |
| --------- | -------------------------------- |
| فضية      | الألعاب الأولمبية الصيفية 2016   |
| فضية      | بطولة كأس العالم لكرة السلة 2014 |
| ذهبية     | الألعاب الجامعية الصيفية 2009    |
| فضية      | الألعاب الجامعية الصيفية 2007    |

## إحصائيات المسيرة

### الدوري الأوروبي
| السنة   | الفريق                   | لعب | بدأ | دقيقة | ميداني% | ثلاثية | حرة  | ارتداد | صنع | استلاب | تصدي | نقطة | أداء |
| ------- | ------------------------ | --- | --- | ----- | ------- | ------ | ---- | ------ | --- | ------ | ---- | ---- | ---- |
| 2013–14 | نادي ريد ستار لكرة السلة | 10  | 1   | 19.4  | .395    | .375   | .667 | 2.9    | .6  | .8     | .2   | 4.8  | 5.8  |
| 2015–16 | نادي ريد ستار لكرة السلة | 27  | 6   | 19.9  | .457    | .421   | .783 | 1.9    | .3  | .5     | .1   | 7.4  | 5.9  |
| 2016–17 | نادي ريد ستار لكرة السلة | 30  | 3   | 26.7  | .548    | .390   | .824 | 3.6    | .7  | .8     | .1   | 12.6 | 11.7 |
| المسيرة | المسيرة                  | 67  | 10  | 22.9  | .457    | .400   | .810 | 2.8    | .5  | .7     | .1   | 9.4  | 8.5  |

## روابط خارجية
- ماركو سيمونوفيتش على موقع الاتحاد الدولي لكرة السلة (الإنجليزية)
- ماركو سيمونوفيتش على موقع الدوري الأوروبي لكرة السلة (الإنجليزية)
- ماركو سيمونوفيتش على موقع الدوري الإسباني لكرة السلة (الإسبانية)
- ماركو سيمونوفيتش على موقع كرة السلة الأوروبية.كوم (الإنجليزية)
- ماركو سيمونوفيتش على موقع ريلجم (الإنجليزية)
- ماركو سيمونوفيتش على موقع بروبوليرز (الإنجليزية)
- ماركو سيمونوفيتش على موقع سبورتس رفرنس (الإنجليزية)
- ماركو سيمونوفيتش على موقع اللجنة الأولمبية الدولية (الإنجليزية)
- ماركو سيمونوفيتش على موقع أوليمبيديا (الإنجليزية)
- ماركو سيمونوفيتش على موقع اللجنة الأولمبية الصربية (الصربية)